# Кріс Кук
Кріс Кук (англ. Chris Cook, 1 вересня 1976, США) — американський професійний бодібілдер, учасник багатьох відомих конкурсів, таких як Арнольд Класік та Ніч Чемпіонів.

## Біографія
Кріс Кук народився 1 вересня 1976 року в США. В бодібілдингу дебютував в 1996 році на одному із змагань NPC. Його перший захід як професіонала IFBB відбувся 2005 року на Кубку Нью-Йорка, де він посів 6 місце. У 2006 році брав участь в Арнольд Класік і Ironman Pro Invitational, зайняв 10 і 15 місця відповідно. Фотографії Кука красувались на обкладинках таких відомих журналів як Flex, Muscle and Fitness, MuscleMag International, і Muscular Development.

## Виступи
- Сан-Франциско Про — 12 місце (2006)
- Арнольд Класік — 15 місце (2006)
- Ironman Pro Invitational — 10 місце (2006)
- Торонто / Монреаль Про — 10 місце (2005)
- Нью-Йорк Про — 6 місце (2005)
- Нашіоналс — 1 місце (2004)

## Рейтинги
- 59 місце в рейтингу чоловіків професіоналів IFBB з бодібілдингу (2006)